# Медуза (картина Караваджо)
«Медуза» (італ. Medusa, або італ. Scudo con testa di Medusa — щит з головою Медузи) — картина італійського художника епохи Відродження Караваджо. Караваджо створив два варіанти картини, один з яких зберігається в приватній колекції, а інший виставлено в Галереї Уффіці (Флоренція).

## Історія
Перша версія картини Караваджо «Медуза» також називається «Муртола», за прізвищем італійського поета Гаспаре Муртола, який написав про цю картину Картина має підпис Michel A F тобто лат. Michel Angelo Fecit — Мікеланджело зробив (Мікеланджело — це ім'я Караваджо), її розміри — 48 х 55 см. Картина зберігається в приватній колекції.
Друга версія картини «Медуза» трохи більша за розмірами (60×55 см) й не має підпису. Саме вона зберігається галереї Уффіці в Флоренції. Цю другу «Медузу» в Караваджо замовив кардинад Франческо Марія дель Монте. Вона написана на дерев'яному щиті, який входив до набору парадних обладунків, призначених для великого герцога Фердинандо I Медічі.
1993 року картина постраждала під час замаху мафії на Віа деї Джоргофілі. «Медуза» Караваджо перебувала на реставрації до 2002 року. Реставраційні роботи проводив Стефано Скарпеллі під керівництвом Катеріни Канева. Реставрація коштувала 250 000 євро, з яких 185 000 євро було надато фірмою оренди автомобілів «Маджоре», а 65 000 євро становили пожертви відвідувачів музею..

## Опис
Караваджо розробляє відомий міфологічний сюжет про Медузу Горгону, яку вбив герой Персей за допомогою щита, подарованого Афіною. Полірований щит служив як дзеркало, таким чином Персей не мусив прямо дивитися на Медузу й не перетворився від її погляду на камінь. Голову Медузи Персей підніс Афіні Палладі на подарованому нею щиті. Сюжет про Медузу описаний у «Метаморфозах» Овідія.
Голова Медузи зображена на справжньому парадному щиті з опуклою поверхнею, що робить виразнішим вираз її обличчя. Сама голова закривавлена, а волосся, згідно з переказом, зображено у вигляді змій. Голова Медузи зображено не зовсім анфас, а трохи збоку, таким чином глядач картини уникає прямого погляду Медузи та пов'язаної з цим загрози перетворитися на камінь.